# Sergio Spagnolo
Pour les articles homonymes, voir Spagnolo.
Sergio Spagnolo (La Spezia, 14 juin 1941) est un mathématicien italien, professeur émérite d'analyse mathématique à l'Université de Pise.

## Biographie
Il étudie à la fois à l'Université de Pise et à l'École normale supérieure de Pise ; il est diplômé en mathématiques sous la direction d'Aldo Andreotti (it).
Il enseigne l'analyse mathématique à l'Université de Pise à partir de 1974 et à la Scuola Normale Superiore jusqu'en 2002. Le 21 mars 2014, il est nommé professeur émérite .
Il étudie le problème de Cauchy pour les équations aux dérivées partielles de type hyperbolique, le comportement asymptotique des équations aux dérivées partielles de type elliptique, les équations d'évolution non linéaires et les systèmes à nombreuses caractéristiques. À la fin des années 1960, il introduit la théorie de la G-convergence des opérateurs elliptiques du second ordre qu'il publie dans une étude de 1968. La théorie, dont le nom est dû au lien avec la convergence des fonctions de Green correspondantes, sera développée par lui, en collaboration avec Ennio De Giorgi, dans une étude de 1973,.
En 1978-1979, avec Ennio De Giorgi et Ferruccio Colombini, il montre l'existence de solutions pour des équations différentielles partielles hyperboliques à coefficients analytiques et donna un exemple de l'inexistence d'une solution à coefficients non analytiques.
Avec Ermanno Lanconelli, Carlo Sbordone et Guido Trombetti, il édite la publication des œuvres sélectionnées de Carlo Miranda, publiée en 1992 par l'Union mathématique italienne. Avec Luigi Ambrosio, Gianni Dal Maso, Marco Forti et Mario Miranda, en 2006, il supervise la publication d'une collection de 43 articles sélectionnés par Ennio De Giorgi. Avec Luigi Ambrosio, Marco Forti et Antonio Marino, il édite Scripta volant, verba manent. Ennio De Giorgi, matematico e filosofo (2008), un ouvrage consacré à la figure intellectuelle et humaine d'Ennio De Giorgi.

## Reconnaissances et affiliations
Il reçoit le prix Bartolozzi en 1973 et le prix mathématique de l'Accademia dei XL en 1991. Il est membre correspondant de l'Académie des Lyncéens depuis 1998.

## Publications
- éditeur, avec M.K. Venkatesha Murthy, Nonlinear hyperbolic equations and field theory, Longman/Wiley, 1992
- Sergio Spagnolo, « Sulla convergenza di soluzioni di equazioni paraboliche ed ellittiche », Annali della Scuola Normale Superiore di Pisa-Classe di Scienze, iII, vol. 22, no 4,‎ 1968, p. 571-597 (lire en ligne)
- avec Ennio De Giorgi, « Sulla convergenza degli integrali dell'energia per operatori ellittici del secondo ordine », Bollettino dell'Unione Matematica Italiana, vol. 4, no 8,‎ 1973, p. 391-411
- avec Ennio De Giorgi et Ferruccio Colombini, « Existence et unicité des solutions des équations hyperboliques du second ordre à coefficients ne dépendant que du temps », Comptes Rendus de l'Académie des Sciences de Paris, no Série A 286,‎ 1978, p. 1045-1048
- avec Ferruccio Colombini et Ennio De Giorgi, « Sur les équations hyperboliques avec des coefficients qui ne dépendent que du temps », Annali della Scuola Normale Superiore di Pisa-Classe di Scienze, vol. 4, no 6,‎ 1979, p. 511-559
- avec Emilio Acerbi et Luciano Modica, Problemi scelti di Analisi matematica I, Naples, Liguori editore, 1985 (ISBN 88-207-1408-6)
- avec Emilio Acerbi et Luciano Modica, Problemi scelti di Analisi matematica II, Naples, Liguori editore, 1986 (ISBN 978-88-207-1484-0)
- Carlo et Carlo Miranda, Opere scelte, Firenze, Unione matematica italiana - Edizioni Cremonese, 1992
- (en) Ennio De Giorgi, Selected papers, Berlin-Heidelberg-New York, Springer Verlag, 2006 (ISBN 978-3-642-40379-8)
- avec Luigi Ambrosio, Marco Forti, Antonio Marino, Scripta volant, verba manent. Ennio De Giorgi, matematico e filosofo, Pise, ETS, 2008 (ISBN 978-88-467-1888-4).